# Широкохвістка
Широкохвістка (Cettia) — рід горобцеподібних птахів родини Cettiidae. Містить 4 види.

## Назва
Рід Cettia названо на честь італійського зоолога Франческо Четті (1726—1778).

## Поширення
Рід поширений в Південній і Центральній Європі, Північній Африці, Південній, Середній та Східній Азії. Живуть у заростях чагарників та очерету.

## Види
- Очеретянка рудолоба (Cettia major)
- Тезія червоноголова (Cettia castaneocoronata)
- Очеретянка рудоголова (Cettia brunnifrons)
- Очеретянка середземноморська (Cettia cetti)